# Nexus 4
Nexus 4 és un smartphone desenvolupat per Google amb la col·laboració de LG. És la quarta generació de la gamma Nexus. Es caracteritza per posseir una càmera de 8 MP, pantalla IPS LCD capacitiva i processador de quatre nuclis. Va sortir al mercat amb la versió d'Android 4.2. La presentació del Nexus 4 no es va poder realitzar a causa de l'huracà Sandy que va assotar Nova York el dia 29 d'octubre de 2012. Totes les dades van ser filtrats al bloc de Google juntament amb els de la tauleta Nexus 10 i una millorada Nexus 7

## Llançament
El Nexus 4 surt a la venda lliure i sense contracte per 299 € el model de 8Gb i 349 € el model de 16Gb, el 13 de novembre a través de la botiga oficial de Google, Google Play simultàniament a Espanya, Estats Units, Regne Unit, Canadà, Alemanya, França i Austràlia. La resta de mercats importants hauran d'esperar a finals de novembre. Aquest preu únicament és vàlid a través de la botiga de Google Play, per a la resta de distribuïdors potser se situï al voltant de 599 € (preu on se situen telèfons de similars característiques), el que propici que la cadena de telefonia mòbil The Phone House suspengui la seva venda per no poder oferir el millor preu als seus clients.
Un cop llançat a la venda l'estoc s'esgota a nivell mundial en només uns minuts, a causa d'això i al costat que LG ni Google comuniquen en els dos mesos següents quan tornaria a estar disponible sorgir diverses teories sobre el telèfon, Google i el mateix projecte Nexus, com que el telèfon és una estafa, que el preu de fabricació és superior al de venda, que té fallades estructurals de maquinari, perquè el sistema operatiu que porta és inestable, que és una estratègia de màrqueting per obtenir més usuaris d'Android, etc. En l'actualitat un comunicat que es va donar a conèixer a mitjans de gener per part de la directora de la divisió mòbil de LG França, Cathy Robin, va declarar a un mitjà francès que l'estoc del Nexus 4 tornarà a la normalitat i estarà disponible novament a mitjans de febrer del 2013.

## Software
El Nexus 4 va ser el primer telèfon intel·ligent a sortir al mercat amb la nova versió d'Android 4.2 (Jelly Bean). Aquesta nova versió d'Android va introduir diverses novetats pel que fa a la seva anterior versió 4.1.2 (Jelly Bean).
Entre les millores que porta la nova versió de Jelly Bean pel Nexus 4 podem destacar:
- Fotografies panoràmiques en 360° (Photo Sphere)
- Widgets en pantalla de bloqueig
- Teclat lliscant (Estil Swype)
- Possibilitat de duplicar la pantalla a un televisor HDTV mitjançant Wi-Fi usant la tecnologia miracast
- Millores en la tecnologia Project Butter
- Actualitzable a Android 4.2.2 (Jelly Bean)